# Still The Orchestra Plays: Greatest Hits Vol. 1 & 2
A Still The Orchestra Plays: Greatest Hits Vol. 1 & 2 egy 2010-ben megjelent Savatage válogatás. A 3 korongból álló kiadvány 2 CD-t és egy DVD-t tartalmaz. A két CD a zenekar pályafutását foglalja össze, míg a DVD az eredetileg 1995-ben megjelent Japan Live '94 videókazetta anyagát tartalmazza. A DVD kiadás ellenére a felvétel hang és képminősége azonban nem javult az eredeti VHS verzióhoz képest.

## Dalok

### CD 1
1. "Power Of The Night"
2. "Hall Of The Mountain King"
3. "24 Hours Ago"
4. "Legions"
5. "Gutter Ballet"
6. "Summers Rain"
7. "When The Crowds Are Gone"
8. "Ghost In The Ruins"
9. "If I Go Away"
10. "NYC Don't Mean Nothing"
11. "Edge Of Thorns"
12. "All That I Bleed"

### CD 2
1. "Handful Of Rain"
2. "Chance"
3. "One Child"
4. "I Am"
5. "Anymore"
6. "Hourglass"
7. "The Wake Of Magellan"
8. "Morphine Child"

Bónuszdalok:
1. "Anymore" (akusztikus)
2. "Not What You See" (akusztikus)
3. "Out On The Streets" (akusztikus)

### DVD
1. "Taunting Cobras"
2. "Edge of Thorns"
3. "Chance"
4. "Conversation Piece"
5. "Nothing Going On"
6. "He Carves His Stone"
7. "Jesus Saves"
8. "Watching You Fall"
9. "Castles Burning"
10. "All That I Bleed"
11. "Stare Into the Sun"
12. "Damien"
13. "Handful of Rain"
14. "Sirens"
15. "Gutter Ballet"
16. "Hall of the Mountain King"